# Обердіссбах
Обердіссбах (нім. Oberdiessbach) — громада  в Швейцарії в кантоні Берн, адміністративний округ Берн-Міттельланд.

## Географія
Громада розташована на відстані близько 18 км на південний схід від Берна.
Обердіссбах має площу 16,5 км², з яких на 8,7% дозволяється будівництво (житлове та будівництво доріг), 52,4% використовуються в сільськогосподарських цілях, 38,7% зайнято лісами, 0,3% не є продуктивними (річки, льодовики або гори).

## Демографія
2019 року в громаді мешкало 3533 особи (+1% порівняно з 2010 роком), іноземців було 9%. Густота населення становила 215 осіб/км².
За віковим діапазоном населення розподілялося таким чином: 19,8% — особи молодші 20 років, 61,1% — особи у віці 20—64 років, 19% — особи у віці 65 років та старші. Було 1522 помешкань (у середньому 2,3 особи в помешканні).
Із загальної кількості 1844 працюючих 143 було зайнятих в первинному секторі, 781 — в обробній промисловості, 920 — в галузі послуг.